# مجمع البيان

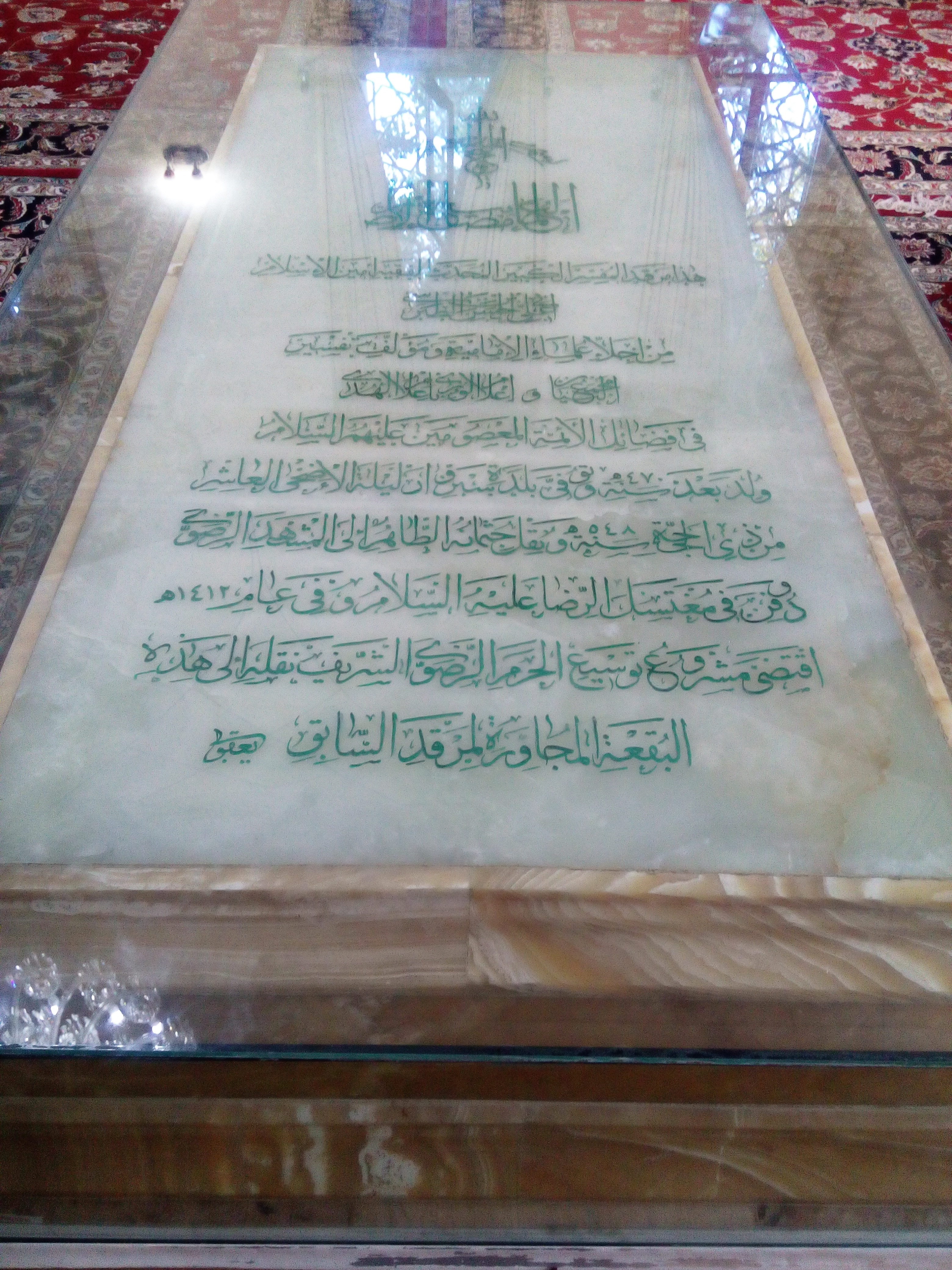
قبر المؤلف

مجمع البيان في تفسير القرآن، يعد من أهم التفاسير الشيعية للقرآن الكريم، وهو من تأليف الفقيه والمفسر الشيعي الفضل بن الحسن الطبرسي (469 - 548هـ)، وأعتبره بعض الباحثون من التفاسير القيمة الذي وقع موقع القبول عند الشيعة وأهل السنة والجماعة، واعتبره الفريقين من أقدم المصادر التفسيرية، كما أن الدارسين والباحثين يرون لهذا التفسير أهمية من حيث الدقة والترتيب والإتقان والوضوح، ومن مميّزات هذا التفسير أن المؤلف تطرق فيه لتفسير القرآن الكريم معتمدًا في ذلك على اللغة، ثم الإعراب، ثم الحجة، ثم القراءة، ثم المعنى، ولم يقتصر المؤلف على آراء مذهب دون آخر، بل ذكر آراء جميع المذاهب الإسلامية، فجاء هذا التفسير مميزاً عن سائر التفاسير ومعترفاً به من قبل الأمة الإسلامية قاطبة.

## المؤلف
الفضل بن الحسن الطَبرِسي الملقب بـأمين الإسلام (469 - 548هـ)، مفسر، محدث، فقيه، متكلم، أديب، لغوي، رياضي، ومن علماء الشيعة في القرن السادس الهجري وأحد، وينسب الطبرسي إلى تفريش وتلفظ الطَبرِسي.
ولد في مدينة مشهد سنة 468 هـ أو 469 هـ، وابنه أبو نصر الحسن بن الفضل بن الحسن الطبرسي صاحب كتاب (مكارم الأخلاق)، وحفيده هو أبوالفضل علي بن الحسن بن الفضل الحسن الطبرسي صاحب كتاب نثر اللئالي وكتاب مشكاة الأنوار وهو كتاب مكمل لكتاب مكارم الأخلاق.
توفي سنة 548 هـ، في مدينة سبزوار، وكان قد قضى آخر خمسة وعشرين سنة من عمره هناك. وبعد وفاته نقل جثمانه إلى مشهد ودفن بالقرب من الحرم الرضوي.
- قال عنه النوري الطبرسي: ««فخر العلماء الأعلام، وأمين الملة والإسلام، المفسر الفقيه الجليل، الكامل النبيل.»»[3]
- وقال عنه الخوانساري: ««الشيخ الشهيد السعيد، والحبر الفقيه الفريد، الفاضل العالم، المفسر الفقيه، المحدث الجليل، الثقة الكامل النبيل.»»[4]
- قال عنه أسد الله التستري: ««أمين الإسلام للشيخ الأجل الأوحد، الأكمل الأسعد، قدوة المفسرين، وعمدة الفضلاء المتبحرين، أمين الدين أبي علي.»»[5]
- قال الحر العاملي: «« ثقة فاضل دين عين.»»
- قال عنه المجلسي: «« ثقة فاضل دين.»»
- قال عنه صاحب كتاب مجالس المؤمنين: ««إن عمدة المفسرين أمين الدين ثقة الإسلام أبو علي الفضل … كان من نحارير علماء التفسير.»»[6]
- قال عنه عباس القمي:«« فخر العلماء الاعلام امين الملة والإسلام … والمذعن بفضله أعداؤه ومحبوه الفقيه النبيه الثقة الوجيه العالم الكامل المفسر العظيم الشأن.»»[7]

## سبب التأليف
يقال أن سبب التأليف قصة حصلت للطبرسي وقد نقلها عبد الله أفندي الأصبهاني في كتابه رياض العلماء، وهي كالتالي:
| مجمع البيان | أن الشيخ الطبرسي أصابته السكتة ذات يوم فظنوا أنه قد مات فغسلوه ثم كفنوه ودفنوه، ولما أنزلوه القبر وأهالوا عليه التراب أفاق من السكتة فوجد نفسه تحت التراب، فنذر لله نذرا وهو أن يؤلف تفسيرا للقرآن إن نجاه الله من هذه الشدة. وصادف أن جاء شخص يريد أن يسرق الكفن فنبش القبر، وما إن وصلت يد الرجل إليه حتى أمسك بها، فخاف الرجل خوفا شديدا ولما تكلم معه الشيخ]] خاف أكثر، فقال له لا تخف لقد أصابتني السكته فظنوا أني مت، ولما كان الشيخ الطبرسي لا يقوى على المشي طلب من الرجل أن يحمله إلى بيته فحمله، ولما أوصله إلى البيت أعطاه الكفن أو أعطاه مالا كثيرا، وتاب ذلك الرجل النباش على يديه، وصلح حاله بعد ذلك. | مجمع البيان |

## منهجية التفسير واتجاهه
تحدث المؤلف عن منهجه في هذا التفسير، يقول:
| مجمع البيان | وقدمت في مطلع كل سورة ذكر مكيها ومدنيها، ثم ذكر الاختلاف في عدد آياتها، ثم ذكر فضل تلاوتها، ثم اقدم في كل آية الاختلاف في القراءات، ثم ذكر العلل والاحتجاجات، ثم ذكر العربية واللغات، ثم ذكر الإعراب والمشكلات، ثم ذكر الأسباب والنزولات، ثم ذكر المعاني والأحكام والتأويلات، والقصص والجهات، ثم ذكر انتظام الآيات. على أني قد جمعت في عربيته كل غرة لائحة، وفي إعرابه كل حجة واضحة، وفي معانيه كل قول متين، وفي مشكلاته كل برهان مبين، وهو بحمد الله للأديب عمدة، وللنحوي عدة، وللمقرئ بصيرة، وللناسك ذخيرة، وللمتكلم حجة، وللمحدث محجة، وللفقيه دلالة، وللواعظ آلة | مجمع البيان |

## مكانة تفسير مجمع البيان
يعد تفسير مجمع البيان من أهم وأفضل تفاسير المسلمين عموما، وله منزلة رفيعة عند الشيعة يضاهي منزلة «جامع البيان في تفسير القرآن» عند أهل السنة وقد اعترف بمكانته السامية علماء الشيعة والسنة، ومما ورد في حق هذا التفسير ما كتبه محمود شلتوت شيخ جامع الأزهر ومن مؤسسي «دار التقريب بن المذاهب الإسلامية» في مقدمة لإحدى طبعات هذا التفسير: «وأشار في ذلك إلى إنصاف الطبرسي وصفاؤه الباطني ونزاهته من كلّ تعصب طائفي، وأنه أورد أقوال السلف من المفسرين بكل أمانة وحياد دون النظر إلى مذاهبهم، وفي ختام المقدمة يقول الشيخ شلتوت : إنّ تفسير مجمع البيان بما فيه من مزايا يفضل على جميع تفاسير القرآن المؤلفة من قبل علماء الإسلام على اختلاف مسالكهم ومذاهبهم طوال مئآت السنين.»
ويقول عبد المجيد سليم –شيخ الجامع الأزهر آنذاك ووكيل جماعة التقريب- عن هذا التفسير: «. هو كتاب جليل الشأن غزير العلم كثير الفوائد وحسن الترتيب. لا أحسبني مبالغاً إذا قلت إنه في مقدمة كتب التفسير التي تعد مراجع لعلومه وبحوثه،...ووجدت صاحبه عميق التفكر عظيم التدبر ، متمكنا من علمه ، قويا في أسلوبه وتعبيره، شديد الحرص على أن يجلى للنّاس كثيرا من المسائل التي يفيدهم علمها".» ويقول حسن الذهبي:«أن تفسير الطبرسي-بصرف النظر عما فيه من نزعات تشيعية وآراء اعتزالية- لكتاب عظيم في بابه،يدل على تبحر صاحبه في فنون مختلفة من العلم والمعرفة»

## منهج الطبرسي
- اتخذ الطبرسي طريقة تجزئة المادة العلمية التي يذكرها، فهو يبتدأ البحث بذكر القراءات، ويذكر عادة القراءات العشر وبعض القراءات الشاذة، ويذكر ضمنا الاختلاف في عدد الآيات إن وجد، ثم الحجة وبعدها يعرج على ذكر اللغة ثم الإعراب ثم أسباب النزول، وبعد ذكر كل هذه البحوث التمهيدية، يشرع في بحث المعنى.

ويذكر الطبرسي في تفسيره أسماء السورة، وبيان مكان نزولها، وعدد آياتها، وفضلها، ومناسبتها لما قبلها، وسبب النزول والقراءة والحجة، وغيرها، والذي يشكل كل واحد من هذه فرعاً من فروع علوم القرآن التي درج العلماء على ذكرها في كتب علوم القرآن.
ومن أهم مميزات هذا التفسير:
- أولى الطبرسي مسألة تناسب السور عناية خاصة، فقد حرص على ذكر تناسب أكثر السور القرآنية مع ما قبلها، في محاولة لبيان ارتباطها، حيث ذكر التناسب بين 109 سور من بين 114 سورة ذكرت في القرآن الكريم.
- يُولي الطبرسي مسألة تناسب الآيات في السور عناية خاصة، فهو كثيراً ما يذكر ارتباط الآية أو الآيات بما قبلها فعند الشروع في بيان معنى الآية أو الآيات يذكر وجه ارتباطها بما قبلها وقد لا يكتفي بذكر وجه واحد، بل يذكر وجوهاً متعددة.
- سلك طريقة من يذكر آية أو عدة آيات بما يناسب المقام ثم يشرع في تفسيرها، فهو لم يلتزم طريقة ذكر الآية منفردة ثم ينتقل إلى غيرها، بل ينظر إلى السياق والموضوع، وبعد ذلك يقطع الآية إلى مقاطع متناسبة، ويأخذ بتفسير كل مقطع بما حضره من التفسير.
- لا يكتفي بذكر الرأي المعتمد في التفسير، بل يورد ما استطاع جمعه من آراء.
- أنّه لا يقتصر على ذكر الآراء المنسوبة إلى الصحابة والتابعين وأئمة الشيعة، بل يضيف إليها ما وصل إليه من آراء غيرهم، كأبي مسلم وأبي علي الجبائي، وأبي هاشم الجبائي والفراء والزجاج وغيرهم.
- حينما ينقل أقوال العلماء في تفسير آية يصوغ العبارة بقلمه، ويقدمها بأسلوبه هو ثم ينسبها.
- تعرض لبيان الأحكام الشرعية التي تتضمنها الآيات المفسرة بشكل موجز.
- يتعرض أحياناًَ لبعض المباحث الكلامية بشكل موجز.[17]

## عدد النشر والترجمة
طبع تفسير مجمع البيان لعدة مرات في مصر وبيروت وطهران، ولا يسع الإشارة إلى جميع الطبعات، لكن من أفضل طبعات هذا التفسير طبعة طهران والذي حقّقه، وعلق عليه أبو الحسن الشعراني، وهو يتضمن فوائد أدبية وتاريخية وتفسيرية وكلامية وعقائدية قيمة، وفي مقدمة هذه الطبعة تطرق المحقّق إلى ترجمة المؤلف ومناقشة التفسير من جوانب عديدة. فمن طبعات المعروفة لمجمع البيان هي:
- طهران، المكتبة العلمية، تصحيح وتعليق: أبو الحسن الشعراني.
- القاهرة، دار التقريب بين المذاهب الإسلامية، بمقدمة محمود شلتوت ، 12 جزءاً.
- بيروت، دار إحياء التراث العربي، 5 أجزاء، 1379هـ.

## وصلات خارجية
- تحميل الكتاب
- تصفح الكتاب
- قراءة الكتاب